# Meibomia tweedii
Meibomia tweedii là một loài thực vật có hoa trong họ Đậu. Loài này được (Britton) Vail mô tả khoa học đầu tiên năm 1892.